# Kit Armstrong
Kit Armstrong (5 de marzo de 1992) es un pianista clásico y compositor estadounidense de ascendencia británico-taiwanesa. Fue considerado un niño prodigio.

## Educación
Armstrong nació en Los Ángeles en una familia no musical. Mostró interés por las ciencias, los idiomas y las matemáticas. A la edad de 5 años, y sin acceso a un piano, aprendió por sí mismo composición musical leyendo una enciclopedia abreviada. Posteriormente comenzó estudios formales de piano con Mark Sullivan y de composición con Michael Martin (1997-2001).
Armstrong siempre se ha dedicado a la música y la educación académica en paralelo. Asistió a la Escuela Cristiana Garden Grove (1997–1998), a la Escuela Cristiana Discovery de Anaheim (1998–1999), a la Escuela Secundaria Los Alamitos y a la Escuela de Artes del Condado de Orange (1999–2001). Mientras estaba en la escuela secundaria, estudió física en la Universidad Estatal de California, Long Beach, y composición musical en la Universidad Chapman.
A la edad de 9 años, se convirtió en estudiante universitario de tiempo completo en la Universidad Estatal de Utah estudiando biología, física, matemáticas y música (2001-2002). En 2003, Armstrong se matriculó en el Curtis Institute of Music para estudiar piano con Eleanor Sokoloff y Claude Frank, al mismo tiempo que tomaba cursos de química y matemáticas en la Universidad de Pensilvania . En 2004, Armstrong se mudó a Londres para continuar su educación musical en la Royal Academy of Music estudiando piano con Benjamin Kaplan, composición con Paul Patterson, Christopher Brown y Gary Carpenter, y clases de maestría musical con Julian Perkins . Paralelamente, estudió matemáticas puras en el Imperial College London (2004-2008).
Armstrong recibió una licenciatura en música con honores de primera clase de la Royal Academy of Music en 2008 y una maestría en ciencias con honores de la Universidad Pierre-and-Marie-Curie, París, en matemáticas en 2012.
Armstrong ha estudiado regularmente con Alfred Brendel desde 2005.

## Carrera como pianista
Desde el debut de Armstrong con la Orquesta del Festival Bach de Long Beach a la edad de 8 años, ha aparecido como solista con la Orquesta de la Gewandhaus de Leipzig, la Orquesta Philharmonia de Londres, la Orquesta Sinfónica NDR de Hamburgo, la Orquesta Sinfónica de Bamberger, la Orquesta de la Suisse Romande, la Orquesta del Mozarteum de Salzburgo, la Orquesta de Cámara Sueca, la Orquesta Sinfónica de Gotemburgo, la Orquesta Sinfónica de Baltimore, y la Orquesta Sinfónica de Tokio, entre otras. Ha colaborado con directores como Ivor Bolton, Riccardo Chailly, Thomas Dausgaard, Christoph von Dohnányi, Manfred Honeck, Charles Mackerras, Bobby McFerrin, Kent Nagano, Jonathan Nott y Mario Venzago. Los recitales de piano solo han llevado a Armstrong a Londres, París, Viena, Florencia, Venecia, Baden-Baden, Berlín, Dortmund, Leipzig, Múnich, Zúrich, Ginebra, Bolzano, Verbier, La Roque-d'Anthéron y varias ciudades de los Estados Unidos.
En junio de 2003, Armstrong fue invitado a tocar en el Carnegie Hall para celebrar el 150 aniversario de la marca de pianos Steinway & Sons. En 2006 ganó el "Kissinger Klavierolymp", un concurso de jóvenes pianistas relacionado con el festival Kissinger Sommer. Entre sus proyectos de recitales en 2010 se encontraba un programa que incluía estudios de Chopin y Ligeti, y las Invenciones y Sinfonías de Johann Sebastian Bach. En 2011, en honor al 200 aniversario del nacimiento de Franz Liszt, Armstrong tocó una serie de recitales con obras de Bach y Liszt, incluido un concierto en el piano Bechstein de 1862 de Liszt en el festival Pelerinages de Nike Wagner. En 2016 y 2017, Armstrong apareció en el Salzburg Mozartwoche con Renaud Capuçon. Armstrong fue el 'artiste étoile' del Festival Mozart Würzburg de 2016 y de la Orquesta Sinfónica de Berna.
La música de cámara es uno de los intereses centrales de Armstrong. Toca habitualmente con el Szymanowski String Quartet y en un trío de piano con Andrej Bielow (violín) y Adrian Brendel (violonchelo), y ha ofrecido recitales de lieder con Andreas Wolf y Thomas Bauer.

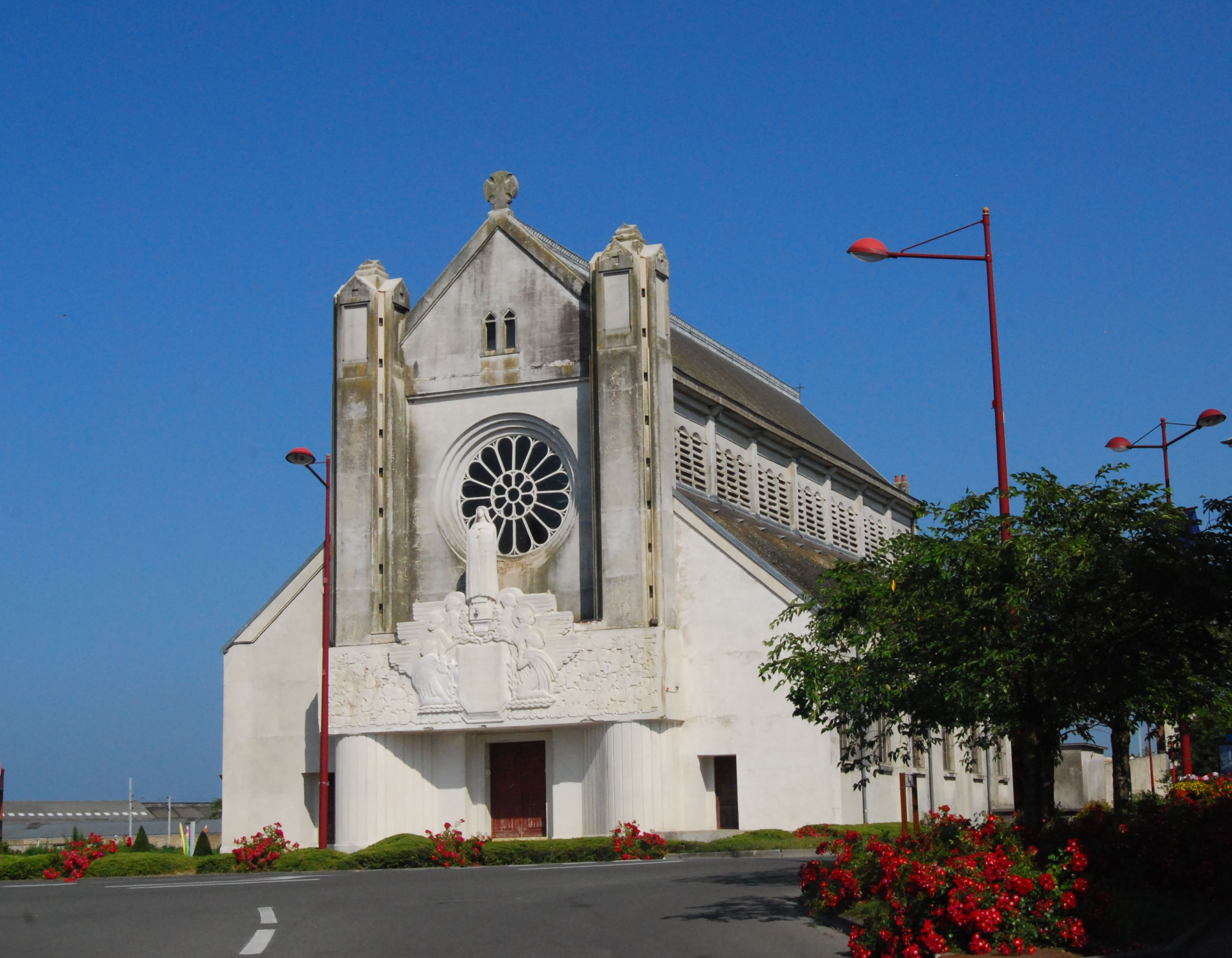
Sala de conciertos de Armstrong, la Iglesia de Sainte-Thérèse-de-l'Enfant-Jésus, Hirson, Francia

El Festival de Música de Schleswig-Holstein otorgó a Armstrong el Premio Leonard Bernstein 2010. En 2011 recibió el Förderpreis für Musik de la Kurt-Alten-Stiftung. El Mecklenburg-Vorpommern Festival anunció a Kit Armstrong como ganador del premio WEMAG-Solista en 2014. Kit Armstrong fue el "ganador del premio en residencia" del festival de 2018, presentándose en 24 conciertos durante el verano de 2018. También le fue otorgado el Anillo Beethoven en 2018.
En 2012, adquirió la Iglesia de Sainte-Thérèse-de-l'Enfant-Jésus, Hirson en Francia como sala de conciertos y exposiciones.
Desde marzo de 2020, publica todos los días un video de esta iglesia, compartiendo una pieza musical junto con explicaciones personales y musicológicas. Esta serie de videos, "Musique, ma patrie", es objeto de atención en la televisión y la prensa nacionales francesas.

## Carrera como compositor
Armstrong compone para una amplia variedad de conjuntos en varios estilos y géneros. Sus composiciones incluyen una sinfonía, cinco conciertos, seis quintetos, siete cuartetos, dos tríos, cinco dúos y 21 piezas solistas.
Muchas de sus obras de conjunto se han interpretado públicamente: su Sinfonía n.° 1, Celebration, fue interpretada por la Orquesta Sinfónica del Pacífico en marzo de 2000; un cuarteto de cuerda encargado por la Gewandhaus zu Leipzig en honor al 80 cumpleaños de Alfred Brendel fue estrenado por el Szymanowski String Quartet en 2011; el trío de piano Stop laughing, we're rehearsing! fue grabado con Andrej Bielow y Brendel para GENUIN en 2012. El 27 de enero de 2015, la Akademie für Alte Musik Berlin interpretó su nuevo Concierto para pianoforte.
El estreno del percusionista Alexej Gerassimez del concierto de percusión de Armstrong con la Konzerthausorchester Berlin en 2017 fue transmitido por la radio nacional alemana.
Sus obras son publicadas por Edición Peters.

### Premios
Armstrong ha recibido numerosos premios por sus composiciones: en 1999, su Chicken Sonata recibió el primer premio de la Asociación de Profesores de Música de California, y en 2000, Five Elements le valió otro primer premio del mismo grupo. En 2001, recibió una beca Davidson Fellows de $10,000 dólares del Instituto Davidson para el Desarrollo del Talento. Armstrong ha recibido seis premios Morton Gould Young Composer Awards de la Fundación ASCAP en Nueva York, por Struwwelpeter: Character Pieces para viola y piano.

## Obra

### Album- William Bryd & John Bull: The Visonaries of Piano Music (2021)
- ut, re, mi, fa, sol, la - Fantasia (2021)
- Queen Elizabeth's Pavan (2021)
- Mephisto Waltz (2021)
- Canons 51- 48- 39-7-15- 114 (2021)
- Canons 68-78-79-65-3-53 (2021)
- Walsingham 22 variations (2021)
- O Mistress Mine (2021)
- otras canciones en el álbum

### Piano
- Miniaturas (2012)
- Fantasy on B–A–C–H (2011) – Encargado por Sommerliche Musiktage Hitzacker
- Half of One, Six Dozen of the Other (2010) - Encargado por Till Fellner
- Origami (2010)
- Lenz (2009) – Dedicado al senador Gerhard Lenz
- Message in a Cabbage (2008) - Dedicado a Lady Jill Ritblat
- Reflections (2007)
- Variaciones sobre un tema de Monteverdi (2007)
- Portraits, tema y seis variaciones (2006) – Dedicado a Lily Safra
- Fantasía y tocata (2005)
- Sweet Remembrance, suite en do menor (2005) – Dedicado a la Sra. Grosser
- A Spooky Night (2002)
- Seis piezas cortas (2001)
- Transformation, Sonata para piano en sol menor (2002)
- The Triumph of a Butterfly (2001)
- Homage to Bach (2000)
- A Thunderstorm (2000)
- Chickens in the Spring Time, tema y 46 variaciones (1999)
- Five Elements (1999)
- Chicken Sonata (1998)

### Para instrumento solista
- Pursuit, cinco piezas para marimba solista (2004) – Encargado por Pius Cheung

### Dúo
- Der kranke Mond para violín y violonchelo (2012) – encargado por Movimientos Festwochen
- Who Stole My Wasabi? para violonchelo y piano (2008) - encargado por Music at Plush
- Struwwelpeter, piezas de carácter para violín y piano (2007)
- Struwwelpeter, piezas de carácter para viola y piano (2006)
- Sonata para viola en la menor (2005)

### Trío
- Time Flies like an Arrow para violín, violonchelo y piano (2011) – Encargado por el Klavier-Festival Ruhr
- Trío para violín, violonchelo y piano (2009) - Encargado por Music at Plush

### Cuarteto
- Cuarteto de cuerdas (2011) – Encargado por la Gewandhaus zu Leipzig para el Cuarteto Szymanowski en honor al 80 cumpleaños de Alfred Brendel.
- Breaking Symmetry para trompa, violín, viola y violonchelo (2008) – Encargado por el Festival Internacional de Música de Cámara de La Haya
- Cuarteto de cuerda en re menor (2005)
- Birds by the Pond, Cuarteto de cuerdas en A (2004)
- Forest Scenes, cuarteto de cuerda en si bemol (2002)
- Millennium, cuarteto con piano en do menor (2000)
- Cuarteto de cuerdas en si bemol (2000)

### Quinteto
- Quinteto para oboe, clarinete, trompa, fagot y piano (2009) – Encargado por el Festival Internacional de Música de Cámara de La Haya
- A Play para quinteto de piano (2009) - Encargado por Musikkollegium Winterthur
- Landscapes, quinteto para piano en fa menor (2006) – Encargado por el Festival Internacional de Música de Cámara de La Haya
- Quinteto de viento, tema y seis variaciones (2004)
- Bug Quintet, quinteto para piano en sol mayor (2003)
- A Day of Chatting and Playing, tema y seis variaciones para flauta, violín, viola, violonchelo y piano (2001)

### Orquesta
- Andante (2012) – Encargado por Musikkollegium Winterthur
- Concierto para clarinete y orquesta (2010) – Encargado por Frankfurter BachKonzerte
- Concierto para piano en fa mayor (2005)
- Anticipation. Concierto para violonchelo en sol mayor (2003)
- Concierto para piano en re menor (2001)
- Celebration. Sinfonía en Fa mayor (2000)

## Discografía
En septiembre de 2008, Armstrong grabó Bach, Liszt y Mozart para Plushmusic.tv.
En 2011, se publicó en DVD la película Set the Piano Stool on Fire de Mark Kidel, que relata la relación entre el pianista Alfred Brendel y Armstrong.
En abril de 2012, GENUIN publicó un CD de Armstrong, Brendel y Andrej Bielow con tríos de piano de Haydn, Beethoven, Armstrong y Liszt.
El 27 de septiembre de 2013, Sony Music Entertainment publicó el álbum de Kit Armstrong "Bach, Ligeti, Armstrong". En el CD presenta sus propias transcripciones de 12 Preludios Corales de JS Bach, su propia composición y homenaje Fantasy on BACH, y partes de la Musica ricercata de Ligeti.
En noviembre de 2015, Sony Music Entertainment publicó "Liszt: Symphonic Scenes", un CD de piano solo interpretado por Armstrong.
El recital de Kit Armstrong de 2016 en el Concertgebouw de Ámsterdam, con música de William Byrd, Jan Pieterszoon Sweelinck, John Bull y Johann Sebastian Bach, fue grabado en DVD y publicado por Unitel.
Los conciertos en la Ópera Margravial de Bayreuth en 2018 y 2019 se publicaron en DVD, con música de Liszt, Mozart y Wagner.
En Byrd & Bull: The Visionaries of Piano Music, un CD doble con obras de William Byrd y John Bull producido por Deutsche Grammophon en 2021, Armstrong "presenta piezas que fueron concebidas como mucho más que diversiones para una élite o adornos para rituales, abarcan todo, desde elegías meditativas y marchas conmovedoras hasta variaciones virtuosas de melodías populares y los ingeniosos cánones de Bull". La publicación fue recibida con elogios de la crítica de BBC Music y The Times, entre otros, además de ganar los premios de fin de año Top 10 Classical Recordings of the Year y Critics' Choice de Presto Music y Gramophone, respectivamente.